# Sweet's Hortus Britannicus
Sweet's Hortus Britannicus (abreviado Hort. Brit. (Sweet)) es un libro con ilustraciones y descripciones botánicas que fue escrito por el botánico, horticultor y pteridólogo inglés Robert Sweet. Fue  publicado en Londres en tres ediciones en los años 1826-1839.

## Publicación
- 1ª edición: 1826 Sweet's Hortus Britannicus: or a catalogue of plants cultivated in the gardens of Great Britain, arranged in natural orders ... / by Robert Sweet. London
- 2ª edición: 1830 Sweet's Hortus Britannicus: or, A catalogue of all the plants indigenous or cultivated in the gardens of Great Britain. Edition: 2d ed. London
- 3ª edición: 1839 Sweet's Hortus Britannicus: or, a catalogue of all the plants indigenous or cultivated in the gardens of Great Britain, arranged according to the natural system / by Robert Sweet. 3d. ed., greatly enl. and improved. Ed. by George Don, F. L. S. London